# Mongo Beti
 (mai 2019).
Alexandre Biyidi Awala LBL (en littérature Mongo Beti ou Eza Boto), né à Akometam par Mbalmayo au Cameroun français le 30 juin 1932 et mort à Douala le 7 octobre 2001 est un écrivain camerounais d'expression française. Romancier renommé, il est également essayiste engagé, enseignant, libraire et éditeur.

## Biographie
Alexandre Biyidi Awala, Eza Boto ou Mongo Beti en littérature, fils d’Oscar Awala et de Régine Alomo, naît le 30 juin 1932 à Akométam, petit village situé à 15km de Mbalmayo, lui-même distant de 45 km de Yaoundé, la capitale du Cameroun. Akom, le rocher ; Etam, la source. Akométam, le rocher de la source. Sur les anciennes cartes de la région, le nom est encore en deux parties. Il prend le pseudonyme de Beti qui est le nom du groupe ethnique auquel il appartient : Béti.

### Études
Après des études primaires à l’école missionnaire de Mbalmayo, il entre en 1945 au lycée Leclerc à Yaoundé. Bachelier en 1951, il s’installe en France pour y poursuivre des études supérieures de lettres à Aix-en-Provence, puis à la Sorbonne à Paris. En 1966, il devient professeur agrégé en lettres classiques.

### Débuts en littérature
Il commence sa carrière littéraire avec la nouvelle Sans haine et sans amour, publiée dans la revue Présence africaine, dirigée par Alioune Diop, en 1953. Un premier roman, Ville cruelle, sous le pseudonyme d’Eza Boto suit en 1954, publié aux éditions Présence africaine.

### Écrivain anticolonialiste
Mais c’est en 1956 que la parution du roman Le Pauvre Christ de Bomba fait scandale par la description satirique qui est faite du monde missionnaire et colonial. Paraissent ensuite Mission terminée, 1957 (prix Sainte-Beuve, 1958) et Le Roi miraculé, 1958. Il travaille alors pour la revue Preuves, pour laquelle il effectue un reportage en Afrique. Il travaille également comme maître auxiliaire au lycée de Rambouillet.
En 1959, il est nommé professeur certifié au lycée Henri-Avril à Lamballe. Il passe l’agrégation de Lettres classiques en 1966 et enseigne au lycée Corneille de Rouen de cette date jusqu’en 1994. Il publie en 1974 Perpétue et Remember Ruben.

### Victime de la censure
En 1972, il revient à l’écriture. Publié par François Maspero après un refus des éditions du Seuil, son livre Main basse sur le Cameroun, autopsie d’une décolonisation est censuré à sa parution par un arrêté du ministre de l’Intérieur français, Raymond Marcellin, sur la demande, relayée par Jacques Foccart, du gouvernement camerounais, représenté à Paris par l’ambassadeur Ferdinand Oyono,,. Après une longue procédure judiciaire, Mongo Beti et son éditeur François Maspero obtiennent en 1976 l’annulation de l’arrêté d’interdiction de Main basse.

### Dénonciation du néo-colonialisme
En 1978, il lance, avec son épouse Odile Tobner, la revue bimestrielle Peuples Noirs, Peuples africains, qu’il fait paraître jusqu’en 1991. Cette revue décrit et dénonce les maux apportés à l’Afrique par les régimes néo-coloniaux. Pendant cette période, paraissent les romans La Ruine presque cocasse d’un polichinelle (1979), Les Deux Mères de Guillaume Ismaël Dzewatama futur camionneur (1983), La Revanche de Guillaume Ismaël Dzewatama (1984), également une Lettre ouverte aux Camerounais ou la deuxième mort de Ruben Um Nyobe (1986) et le Dictionnaire de la négritude (1989, avec Odile Tobner).

### Retour au Cameroun
En 1991, Mongo Beti rentre au Cameroun, son pays natal, après 32 années d’exil. Il publie en 1993 La France contre l’Afrique, retour au Cameroun. En 1994, il prend sa retraite de professeur. Il ouvre alors à Yaoundé la Librairie des Peuples noirs et organise dans son village d’Akometam des activités agricoles. Il crée des associations de défense des citoyens, donne à la presse privée de nombreux articles de protestation. Parallèlement, il publie plusieurs romans : L’Histoire du fou en ⁣⁣1994⁣⁣, puis les deux premiers volumes, Trop de soleil tue l’amour (1999) et Branle-bas en noir et blanc (2000), d’une trilogie restée inachevée.
Il est hospitalisé à Yaoundé le 1er octobre 2001 pour une insuffisance hépatique et rénale aiguë qui reste sans soin faute de dialyse. Transporté à l’hôpital général de Douala le 6 octobre, il y meurt le 7 octobre 2001.

## Postérité et hommages
Dans le cadre de Saison Africa 2020 est inaugurée le 18 mai 2021 une exposition nommée « La clairière d'Eza Boto », dans l'Orangerie du Jardin des plantes de Rouen .

## Œuvres
- Sans haine et sans amour, 1953
- Ville cruelle (publié sous le pseudonyme Eza Boto), 1954 [7]
- Le Pauvre Christ de Bomba, 1956.
- Mission terminée, 1957.
- Le Roi miraculé : chronique des Essazam, 1958.
- Main basse sur le Cameroun : autopsie d’une décolonisation, 1972  (ISBN 2-7071-4172-0).
- Perpétue et l'habitude du malheur, 1974[8].
- Remember Ruben, 1974.
- Peuples noirs, peuples africains, 1978 - 1991
- La Ruine presque cocasse d’un polichinelle : Remember Ruben 2, 1979.
- Les Deux Mères de Guillaume Ismaël Dzewatama, futur camionneur, 1983.
- La Revanche de Guillaume, Ismael Dzewatama, 1984.
- Lettre ouverte aux Camerounais, ou, La deuxième mort de Ruben Um Nyobé, 1986  (ISBN 9782864410065)
- Dictionnaire de la négritude avec Odile Tobner et la participation de collab. de la revue Peuples noirs - Peuples africains, 1989  (ISBN 2738404944)
- La France contre l’Afrique : retour au Cameroun, 1993  (ISBN 2707149780)
- L’Histoire du fou, 1994.
- Trop de soleil tue l’amour, 1999  (ISBN 2266101919)
- Branle-bas en noir et blanc, 2000.
- Mongo Beti à Yaoundé, textes réunis et présentés par Philippe Bissek, 2005  (ISBN 9782864410041)
- Africains si vous parliez, 2005  (ISBN 2-915129-08-8)
- Mongo Beti parle : Testament d'un esprit rebelle, 2006  (ISBN 2915129169)

## Distinctions
- Nomination au Prix du Livre Inter pour Trop de soleil tue l'amour en 1999[9].